# ウィリアム・ベックフォード (政治家)

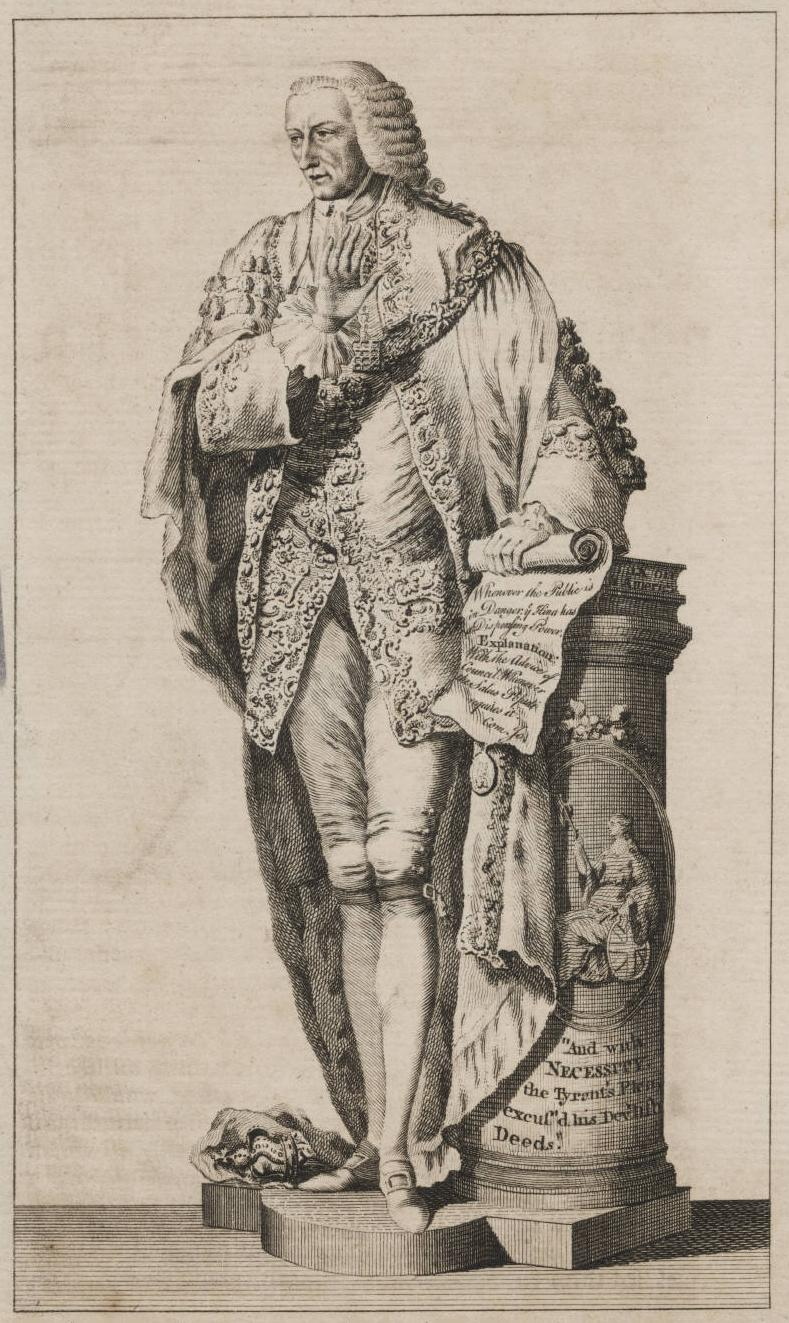
ウィリアム・ベックフォード (政治)

ウィリアム・ベックフォード（William Beckford、1709年12月19日 - 1770年6月21日）は、イギリスの政治家（ホイッグ党、下院議員）。1762年から1763年と1769年から1770年の2回、ロンドン市長を務めた。
西インド諸島のジャマイカで、祖父の代から続くサトウキビ農園主の家庭に生まれる。ジャマイカに育ち、1723年、14歳の時、教育を卒えるために渡英。ウェストミンスター校に学ぶ。兄のピーターが独身のまま亡くなったため、先祖代々の遺産を全額相続する。
1747年、選挙に初当選してシャフツベリーの議員となる。1752年にビリングズゲイトの市参事会員となり、1754年から亡くなるまでロンドン選出の下院議員。1756年から大ピットを資金援助し、自らの家業である西インド貿易に有利な政策を取らせた。フレンチ・インディアン戦争後のパリ条約締結に際しては、砂糖生産における英国内の競争相手が増えることを警戒し、西インド諸島の獲得を見送ってカナダ獲得を行うよう主張、それを実現させた。ジョン・ウィルクスの後援者としても知られる。
妻のマライア・ハミルトンはステュアート家の末裔。作家のウィリアム・トマス・ベックフォードは唯一の嫡出子である。